# Haplochromis cavifrons
Haplochromis cavifrons is een straalvinnige vissensoort uit de familie van de cichliden (Cichlidae). De wetenschappelijke naam van de soort is voor het eerst geldig gepubliceerd in 1888 door Franz Martin Hilgendorf.